# Sotoles
Sotoles är en ort i Mexiko.   Den ligger i kommunen Dolores Hidalgo och delstaten Guanajuato, i den centrala delen av landet, 270 km nordväst om huvudstaden Mexico City. Sotoles ligger 1 937 meter över havet och antalet invånare är 142.
Terrängen runt Sotoles är huvudsakligen en högslätt. Sotoles ligger nere i en dal som går i nord-sydlig riktning. Runt Sotoles är det ganska tätbefolkat, med 93 invånare per kvadratkilometer. Närmaste större samhälle är Dolores Hidalgo, 17,4 km sydväst om Sotoles. Trakten runt Sotoles består till största delen av jordbruksmark.